# 安納萬 (伊利諾伊州)
安納萬（英語：Annawan）是一個位於美國伊利諾伊州亨利縣的城鎮。

## 地理
安納萬的座標為41°23′50″N 89°54′32″W / 41.39722°N 89.90889°W，而該地的平均海拔高度為192米（即630英尺）。

## 人口
根據2010年美國人口普查的數據，安納萬的面積為5.12平方千米，當中陸地面積為5.12平方千米，而水域面積為0.00平方千米。當地共有人口878人，而人口密度為每平方千米171人。